# Glee: The Music, The Christmas Album Volume 2
Glee: The Music, The Christmas Album Volume 2 è un album di colonna sonora pubblicato dal cast della serie TV musicale statunitense Glee.
Si tratta di un album natalizio pubblicato nel novembre 2011.

## Tracce
Accanto ai titoli sono riportati gli interpreti originali.
1. Mariah Carey – All I Want for Christmas Is You – 4:03
2. brano originale – Extraordinary Merry Christmas – 3:39
3. Eartha Kitt – Santa Baby – 2:31
4. brano originale – Christmas Eve with You – 3:28
5. Trapp Family Singers – Little Drummer Boy – 2:56
6. Joni Mitchell – River – 4:03
7. Harry Simeone Chorale – Do You Hear What I Hear? – 3:52
8. Vaughn Monroe – Let It Snow – 2:47
9. Harry Reser & His Orchestra – Santa Claus Is Coming to Town – 2:49
10. The Waitresses – Christmas Wrapping – 4:03
11. Doye O'Dell – Blue Christmas – 3:49
12. Band Aid – Do They Know It's Christmas? – 3:35

## Formazione
- Dianna Agron
- Nikki Anders
- Kala Balch
- Ravaughn Brown
- Chris Colfer
- Kamari Copeland
- Darren Criss
- Emily Gomez
- Missi Hale
- Samuel Larsen
- Storm Lee
- David Loucks
- Jane Lynch
- Jayma Mays
- Damian McGinty
- Kevin McHale
- Lea Michele
- Cory Monteith
- Heather Morris
- Matthew Morrison
- Alex Newell
- Jeanette Olsson
- Lindsay Pearce
- Amber Riley
- Naya Rivera
- Mark Salling
- Drew Ryan Scott
- Onitsha Shaw
- Jenna Ushkowitz
- Windy Wagner